# Черният Ханаан
Черният Ханаан (на английски: Black Canaan) е разказ на ужаса, част от цикъла „The Weird Southwest“, написан от Робърт Хауърд през 1933 г., и публикуван в списанието „Weird Tales“ през юни 1936 година.

## Сюжет
Внимание:  Текстът по-долу разкрива сюжета на произведението (или части от него)!
До главния герой, Кирби Бакнър, достига новината за надвисналата опасност на неговия роден край – Черния Ханаан, местност разположена между река Блек Ривър, и нейните притоци Нигер Хед крийк и Тулароса крийк, и той бърза да се върне обратно. Чернокожите са напуснали населените места и се укриват в гъстите гори и блата, където подготвят въстание под предводителството на Саул Старк, негърски вещер, практикуващ вуду магии. Кирби Бакнър трябва не само да унищожи чернокожия лъжепророк и неговите помощници, но и да спаси тези, които отказват да се присъединят към силите на злото.